# Kemono Michi
Kemono Michi (jap. けものみち) ist eine Mangaserie von Natsume Akatsuki und den Zeichnern Mo-suke Mattaku und Yumeuta. Sie erscheint seit 2016 in Japan und wurde 2019 als Anime-Fernsehserie umgesetzt. In der Isekai- und Comedy-Serie wird ein in Tiere vernarrter Wrestler in eine Fantasy-Welt beschworen, wo er einen Tierladen aufzubauen versucht.

## Handlung
Der Pro-Wrestler Genzō Shibata (柴田 源蔵) steht vor dem Höhepunkt seiner Karriere. Mit dem Gewinn aus seinem nächsten Kampf will er sich dann seinen wahren Traum erfüllen: einen eigenen Zooladen. Doch während des Kampfes gegen Langzeitrivalen Mao wird Genzō plötzlich in eine andere Welt beschworen. Prinzessin Altena hat ihn mit Hilfe ihrer Priester gerufen, um die Bestien in ihrem Reich zu besiegen. Doch der in alle Tiere vernarrte Genzō hält überhaupt nichts davon, Tiere zu töten, überwältigt die Prinzessin und verschwindet. Er nimmt sich vor, nun in dieser Welt einen Tierladen zu eröffnen und den Menschen zu zeigen, dass man friedlich mit Tieren und Bestien zusammen leben kann.
Das Wolfsmädchen Shigure (シグレ) will Genzō helfen – zunächst weil sie im Verkauf gefangener Tiere doppelten Profit wittert, doch dann wird sie auch von seiner Mission überzeugt. Im Auftrag der Heldengilde übernehmen sie etliche Aufträge, bei denen Genzō die Monster stets nicht tötet, sondern durch seine Tierliebe und Geschick zähmt. Seine große Kraft als Wrestler ist ihm dabei immer wieder von Vorteil, um gegenüber den wilden Bestien nicht im Nachteil zu sein. So gelingt es ihm sogar, den Anführer einer Oger-Bande im Kampf zu besiegen, sodass sie nicht mehr die Menschen angreifen. Für den geplanten Laden brauchen beide aber viel mehr Geld, zumal die Pflege all der sich ansammelnden Monster auch viel Geld kostet. Dazu läuft ihnen bald noch die Drachin Hanako (花子, eigentlich Lindabellea) zu, der ihr Leben als Tochter einer hohen Drachenfamilie zu langweilig geworden ist und die ständig auf der Suche nach leckerem Essen ist. Zusammen mit ihrem Vampir-Dienstmädchen Carmilla Vanstein (ヴァンシュタイン・カーミラ), die ihrer Herrin ergeben aber gegenüber allen anderen arrogant, rücksichtslos und faul ist, nistet sich Hanako bei Genzō ein. Die wachsenden Geldsorgen kann nur Shigure mit Mühen lindern, oft indem sie das Unglück Dritter ausbeutet.
Während Genzō in der anderen Welt ist, ist sein Rivale Mao wegen des Abbruchs ihres Kampfes frustriert. Doch dann wird er von der Vampirprinzessin Joanna beschworen. Sie hält ihn für einen wahren Dämonenkönig aus einer anderen Welt, mit dem sie den von Prinzessin Altena beschworenen Helden besiegen will. Mao erkennt seinen Rivalen wieder und stimmt sofort zu. Mit diesem Sieg könnte sie endlich Lindabellea übertrumpfen, die ihr bisher stets überlegen war. Während sich Joanna mit der ihr ergebenen Vampir-Dienerin Rose und Mao auf die Reise zum Helden begibt, findet Genzō im Echsen-Mädchen Celes eine erste Kampfschülerin. Beide haben bald Gelegenheit, ihre Künste zu zeigen, als der Bankier der Stadt mit Shigure und Genzō ein Wrestling-Turnier veranstaltet. Shigure hofft, so endlich wieder Geld einnehmen zu können, und Genzō endlich genug Geld für den Laden zusammenzubekommen. Sie suchen eine Reihe von menschlichen und tierischen Teilnehmern zusammen – viele frühere Gegner und jetzt Freunde von Genzō. Das Turnier wird ein großer Erfolg, Menschen und Tiere scheinen sich nun besser zu verstehen, doch durch Genzōs Zerstörungen und die Gefräßigkeit von Hanako und Carmilla hat Shigure danach nicht mehr als Geld zuvor.
Als Mao mit den Vampirinnen und einigen Dämonen der Stadt näher kommt, machen Gerüchte die Runde. Prinzessin Altena bittet Genzō, den Dämonenkönig zu besiegen, da er der Held sei, doch der lehnt ab. Auch Altenas Versuche, Genzō zu beseitigen, um einen neuen Helden zu beschwören, scheitern. Nach einem Angriff Maos auf die Orks erfährt Genzō, wer sein Gegner wirklich ist. Als Mao ihn herausfordert, ihren abgebrochenen Kampf zu Ende zu führen, nimmt Genzō an. Es wird erneut ein Turnier veranstaltet, dessen Finale der Kampf der beiden Wrestler sein soll. Nun treten auch die Dämonen aus Maos Gefolge und auf Genzōs Seite die Prinzessin Altena selbst an, die überraschend viel Spaß daran findet. Nach einem lang anhaltenden Kampf, die zu einer Schlägerei zwischen Menschen und Dämonen ausartet, kann Genzō Mao erneut besiegen. Sie versprechen sich einen erneuten Kampf in der Zukunft und Mao geht zufrieden auf eine Trainingsreise, während Joanna sich enttäuscht zurückzieht. Die Profite wurden erneut durch Zerstörungen und Hanako und Carmilla zunichtegemacht, sodass die Gruppe weiterhin Missionen annehmen muss und neue Turniere anstehen.

## Veröffentlichung und Adaption
Der Manga erscheint seit November 2016 im Magazin Shōnen Ace beim Verlag Kadokawa Shoten. Dieser brachte die Kapitel auch gesammelt in bisher sieben Bänden heraus.
Eine Adaption des Stoffes für einen Anime entstand 2019 beim Studio ENGI. Dabei führte Kazuya Miura Regie und das Drehbuch schrieb Tōko Machida. Das Charakterdesign entwarf Tomoka Noumi und die künstlerische Leitung lag bei Kyoko Haruna. Für den Ton war Toshiki Kameyama verantwortlich. Die zwölf Folgen wurden vom 2. Oktober bis 18. Dezember 2019 von den Sendern AT-X, Tokyo MX, TV Aichi, KBS, Sun Television, BS11 und AbemaTV in Japan ausgestrahlt. Für den englischsprachigen Raum erwarb Funimation eine Lizenz und zeigte die Serie mit englischen Titeln und verzögert auch mit englischer Synchronisation. Amazon Prime veröffentlicht den Anime in Italien und Wakanim unter anderem mit deutschen, französischen und russischen Untertiteln per Streaming.

### Synchronisation
| Rolle         | japanischer Sprecher (Seiyū) |
| ------------- | ---------------------------- |
| Genzō Shibata | Katsuyuki Konishi            |
| Shigure       | Akira Sekine                 |
| Hanako        | Yuki Yagi                    |
| Carmilla      | Arisa Sakuraba               |

### Musik
Die Musik der Serie wurde komponiert von Shunsuke Takizawa. Das Vorspannlied ist Tōkon! Kemono Mask von NoB und als Abspanntitel wurde Anecdote von Momosu Momosu verwendet.